# آنا باجينهولم
آنا إليزابيث جوهاسون باجينهولم (بالسويدية: Anna Bågenholm)(ولدت في عام 1970)و هي طبيبة أشعة سويدية من فانربرج. نجت بعد حادث تزلج في عام 1999 ؛ حيث ظلت محتبسة تحت طبقة جليدية لمدة 80 دقيقة داخل مياه متجمدة. وأثناء هذا الوقت، أصبحت ضحية للانخفاض الحاد لدرجة حرارة جسدها، فانخفضت درجة حرارة جسمها إلى 13.7 درجة مئوية (56.7 درجة فهرنهايت)، وبذلك تسجل أدنى مستوى لدرجات حرارة جسم إنسان ناج على الإطلاق بين البشر في حال وجود انخفاض عرضى لحرارة الجسم. استطاعت باجينهولم أن تجد جيب هوائي تحت الجليد، لكنها عانت من توقف للدورة الدموية بعد 40 دقيقة تحت الماء.
نقلت المروحية باجينهولم بعد إنقاذها إلى مستشفى جامعة ترومسو، حيث تناوب على رعايتها فريق مكون من أكثر من مائة طبيب وممرضة على مدار تسع ساعات لإنقاذ حياتها. استيقظت باجينهولم بعد عشرة أيام من الحادث مصابة بالشلل من أسفل الرقبة، وبالتالى قضت شهرين للعلاج داخل وحدة العناية المركزة. وعلى الرغم من شفاؤها الكامل تقريبا من الحادث، كانت تعانى في آخر عام 2009 من أعراض صغيرة في اليدين والقدمين نتيجة الإصابة بالعصب. وناقشت جريدة ثا لانست " The Lancet " جريدة طبية بريطانية رائدة حالة باجينهولم، وفي الكتب الطبية.

## الخلفية والحادث
ولدت آنا باجينهولم في عام 1970 في فانرزبرج، السويد. في وقت وقوع الحادث، كانت تبلغ من العمر 29 سنة، وتدرس لتصبح جراحة عظام. وقررت باجينهولم الإقامة في نارفيك بنورواى، وفي مايو 1998، أصبحت مساعد جراح بمستشفى نارفيك. وكان ينجيف جونس في هذا الوقت مستشار باجينهولم، فهو طبيب بمستشفى نارفيك الذي كان على وشك الاحتفال بتقاعده في 20 مايو 1999.

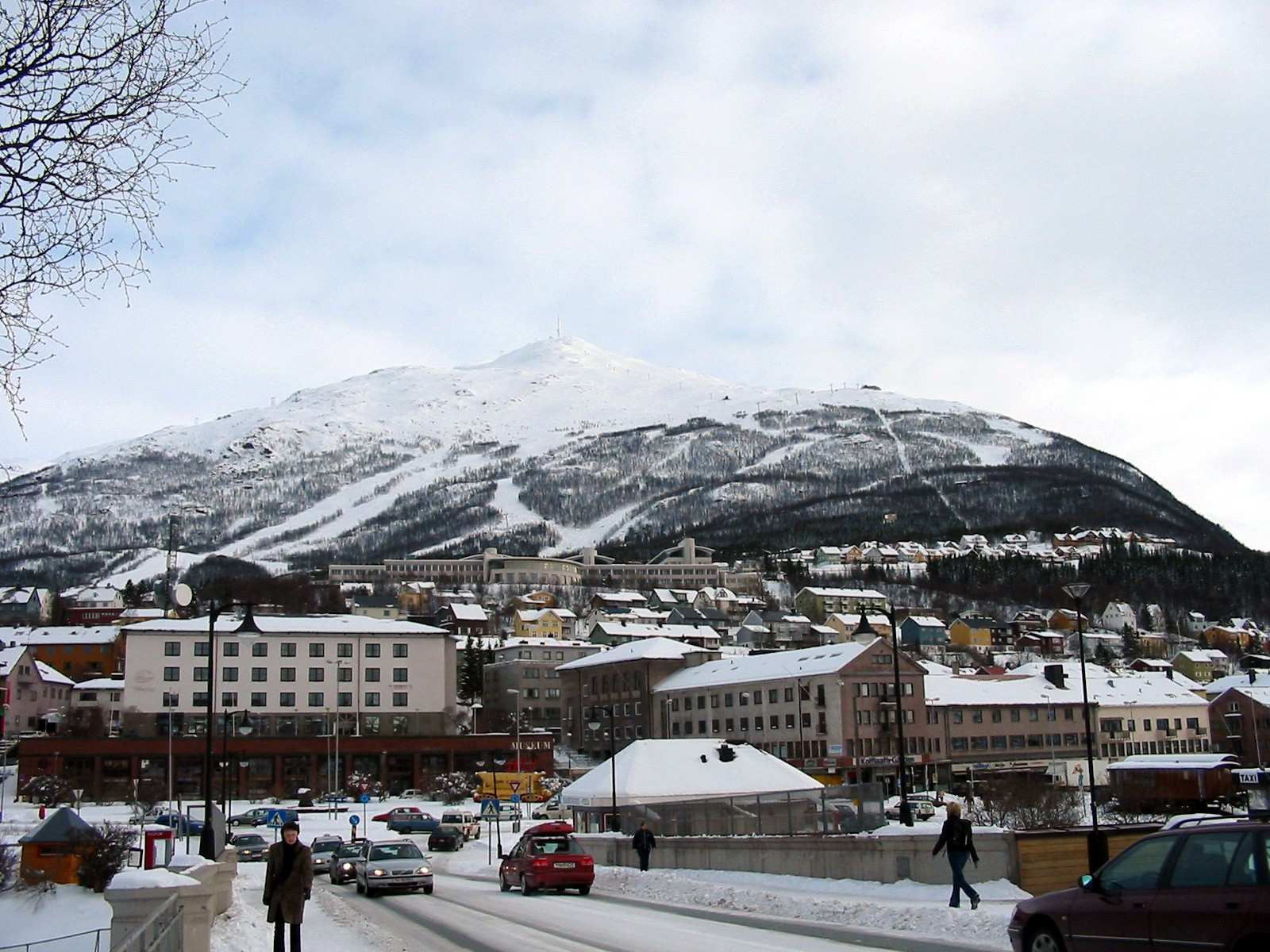
يبدأ مشهد المدينة بالأبنية و الشوارع المغطاة بالثلج. و خلف المدينة يوجد جبال جليدية شاهقة. كانت باجينهولم تتزلج على تلك الجبال خارج مدينة نارفيك عند سقوطها في مجرى جليدى.

في ذلك اليوم، كانت باجينهولم تتزلج على الجبال الموجودة خارج نارفيك مع اثنان من زملائها، مارى فالكينبرج وتورفيند نعاشيم. وكانت باجينهولم غالبا تتزلق بعد العمل كخبيرة تزلج. في هذا اليوم، كانت تتجه نحو جانب جبلى حاد – وهو مسار سلكته مرات عدة من قبل – فقدت السيطرة على زحفاتها. فسقطت على رأسها في البداية على طبقة من الجليد في مجرى جليدى بالقرب من شلال، ثم هبطت على ظهرها. فأحدث ذلك فتحة داخل الجليد انسحب داخلها رأس باجينهولم وجسدها حتى تشبعت ملابسها بالمياه الذائبة. أصبح جسدها محاصر تحت الجليد على عمق 20 سم (7.9 بوصة). وجد فالكينبرج ونعاشيم باجينهولم، إلا أن قدميها وزحفاتها طافيان على سطح الجليد.

## محاولات الإنقاذ
حاول زملاء باجينهولم محاولة لإنقاذها ولكنهم فشلوا. وفي تمام الساعة 18.27 حسب التوقيت المحلى (توقيت وسط أوروبا) طلبوا المساعدة عن طريق الهاتف الخلوى بعد مرور سبع دقائق على سقوطها داخل المياه. تلقى ملازم أول بارد ميكالسين المكالمة وأرسل فريقين للإنقاذ: واحد منهم على قمة الجبل، والآخر أسفل الجبل. واستدعى ميكالسين فريق إنقاذ البودو المزود بمروحية ملكة البحر، ولكنهم أخبروه أن المروحية غادرت لنقل طفل مريض. استمر ميكالسين في اصراره واقنع المرسل بتحويل مسار المروحية.
احتفظ فالكينبرج ونعاشيم بزحفات باجينهولم أثناء انتظارهم وصول فريق الإنقاذ. وجدت باجينهولم جيب هوائي أثناء كفاحها داخل المياة الباردة مما أعطاها القدرة على البقاء بوعيها لمدة 40 دقيقة قبل أن تصبح ضحية للانقباض الدموى. دل كيتيل سينجستاد فريق الإنقاذ من على قمة الجبل، وتزلج بسرعة قدر المستطاع لمكان باجينهولم؛ حيث حاول هو وفريقه سحبها بالحبل إلا أن محاولتهم باءت بالفشل. وجاءت المحاولة الثانية ليحفروا لإخراجها ولكن مجرفات الثلج الخاصة بهم لن تستطيع كسر الجليد. ووصل فريق الإنقاذ الثاني ومعه مجرفة البستنة المدببة. وبذلك استطاعوا قطع فتحة في الجليد وسحبها للخارج في تمام الساعة 19.30. بقيت باجينهولم داخل المياه لمدة 80 دقيقة حتى إنقاذها.

## الإحياء والشفاء
عند سحب باجينهولم خارج المياه، كانت حدقة عينها متسعة، بجانب توقف الدورة الدموية، وحركة التنفس. بدأ الطبيبان فالكينبرج ونعاشيم بعمل إنعاش للقلب. حتى وصلت مروحية الإنقاذ لنقل باجينهولم لمستشفى جامعة تروسمو في خلال ساعة. واستمر فريق الطوارئ بالمروحية بعمل إنعاش للقلب أثناء نقلها للمستشفى، بجانب وضعها على جهاز التنفس الصناعى. وأعطاها الفريق جرعات من مزيل الرجفان، ولكن دون جدوى.

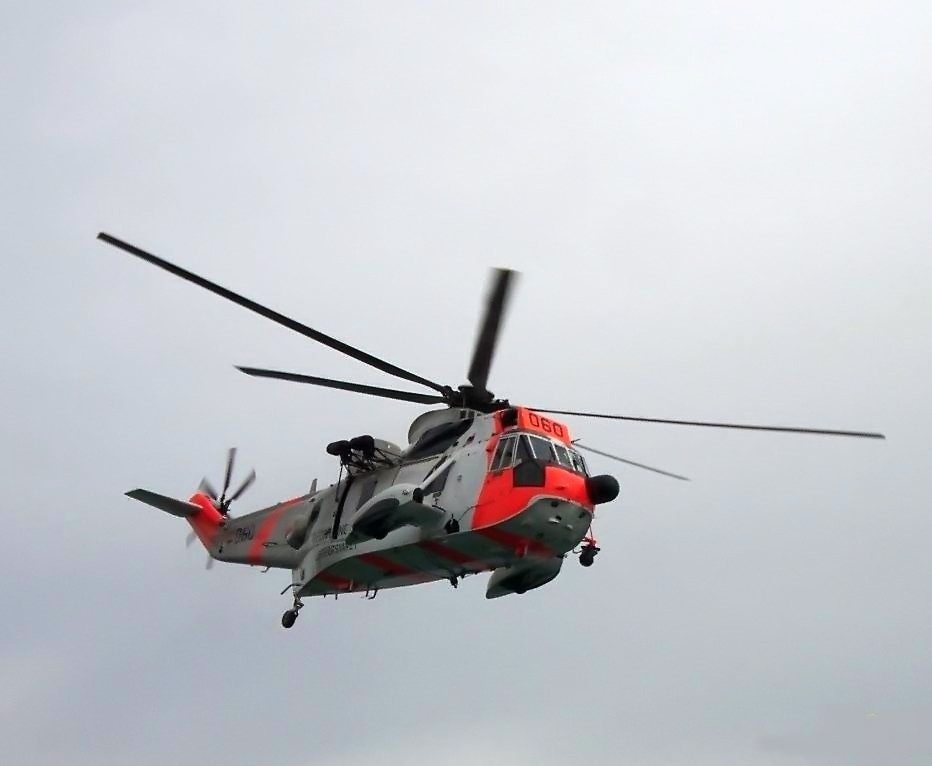
مروحية لونها أحمر و أبيض في الهواء. أحضرت المروحية ملك البحر باجينهولم لمستشفى جامعة ترومسو

وصلت باجينهولم المستشفى في تمام الساعة 21:10. وفي هذا الوقت، كانت درجة حرارة جسمها 13.7 درجة مئوية (56.7 فهرنهيت)، لتسجل أدنى مستوى لدرجات حرارة جسم إنسان في حال وجود انخفاض عرضى لحرارة الجسم،(22)(3) حتى تبعتها سويد ستيلا البالغة من العمر 7 سنوات؛ حيث نجت عند درجة حرارة 13.0 درجة مئوية (55.4 فهرنهيت) في احتفالات عيد الميلاد عام 2010. واستمر دكتور مادز جلبرت طبيب التخدير ورئيس غرفة الطوارئ بالمستشفى محاولات الإحياء. وعلق على حالة باجينهولم قائلا:«حدقة عينها مستعة بشكل كامل. ولونها رمادى وأبيض كتانى. جسدها جاف. وعند ملامسة جلدها، فإنها مثل الثلج، وتبدو وكأنها ماتت.» عالج جلبرت الكثير من الحالات مثل هذه من قبل بسبب برودة الطقس بالنرويج، كان على علم بطريقة علاج باجينهولم. لم يظهر الجهاز البياني الكهربائي للقلب المتصل بباجينهولم أية اشارات عن الحياة، ولكن جلبرت كان على علم أنه يجب «تدفئة المريض قبل الجزم بوفاته». كان جلبرت وفريقه على أمل بأن مخ باجينهولم استقبل الأكسجين الكافي من مرحلة التنفس الصناعى أثناء الإنقاذ.
دخلت باجينهولم غرفة العمليات مع فريق من أكثر من مائة طبيب وممرضة يعملون بالتناوب لمدة تسع ساعات لإنقاذ حياتها. في تمام 21.40، وضعت على آلة لتغيير شرايين القلب؛ حيث تقوم بتدفئة الدم خارج الجسم قبل ضخه مرة أخرى داخل الأوردة. وسجلت دقات قلب باجينهولم لأول مرة الساعة 22.15، وارتفعت درجة جرارة جسمها إلى 36.4 درجة مئوية (97.5 فهرنهيت) الساعة 00:49. وتدهورت وظائف الرئة في 02.20، فقضت باجينهولم 35 يوم بعد ذلك موضوعة على جهاز التنفس الصناعى.
و بدأت باجينهولم إظهار إشارات الحيوية، وفي 30 من مايو استيقظت وهي تعانى من شلل أسفل الرقبة. ذعرت من أنها قد تقضى باقى عمرها مستلقاه على ظهرها، وغضبت من زملائها لإنقاذ حياتها. تعافت بعدها باجينهولم من الشلل، واعتذرت من زملاها، «كنت غاضبة جدا عندما أدركت انهم أنقذونى. كنت أخشى من حياة بلا معنى بدون كرامة. والآن فأنا سعيدة بأنى على قيد الحياة واود الاعتذار.» لم تعمل كيليتى باجينهولم وجهازها الهضمى بشكل صحيح، لذا بقيت داخل وحدة العناية المركزة لمدة شهرين. وقضت 28 يوما داخل وحدة العناية المركزة بمستشفى ترومسو، ثم غادرت للسويد داخل مروحية الإسعاف لاستكمال رحلة شفائها.
و قال دكتور بيتر أندرياس ستين أستاذ بالمستشفى الوطنى بأوسلو «أن إنجاز طبى خارق» ما حدث لإنقاذ حياة باجينهولم. فهو على قناعة بسبب قدرتها على الشفاء؛ حيث أن عملية التمثيل الغذائي انخفضت أثناء الحادث وتطلبت الأنسجة داخل جسدها أكسجين أقل مع انخفاض درجة الحرارة. وطبقا لجريدة بورتو (الصادرة عن مستشفى ماساتشوستس العام)، فالتمثيل الغذائي لباجيمهولم انخفض بنسبة 10%من المعدل الطبيعى له وبالتالى لم تحتاج لأكسجين على الإطلاق.

## آثار الحادث
لن يحدث تشخيص لأية إصابة دائمة بالمخ لدى باجينهولم على الرغم من الإصابات الجسيمة التي لحقت بجسدها. وعلق جلبرت قالا:«احتاج جسدها لوقت لتنخفض درجته تماما قبل توقف القلب. وكانت دماغها باردة جدا عند توقف القلب لأن خلايا المخ تحتاج كمية ضئيلة من الأكسجين، لذلك يمكن انقاذ المخ لفترة طويلة هادئة.» ولاحظ جلبرت أن انخفاض درجة حرارة الجسم العلاجية هي الطريقة التي تستخدم لإنقاذ ضحايا التوقف الدموى عن طريق انخفاض درجة حرارة أجسامهم، وأصبحت أكثر انتشارا بالمستشفيات النرويجية بعد اكتساب حالة باجينهولم الشهرة.
و عادت باجينهولم للعمل في أكتوبر 1999. وعادت للمستشفى في ترومسو في 7 أكتوبر 1999 بعد مرور 140 يوما على الحادث، وقابلت من أنقذ حياتها من أطباء وممرضات. وعلقت باجينهولم:«عندما تكون مريضا، لا تفكر أنك على وشك الموت. بل فكر في أنك ستستطيع النجاة. ولكن كشخص طبى، أعتقد أنه من المذهل أننى على قيد الحياة.» وفي أكتوبر 2009، أصبحت باجينهولم معافاة تقريبا بالكامل، بالرغم من أعراض بسيطة في اليدين والقدمين تتعلق بإصابة متبقية بالعصب. وفي نهاية عام 2009، كانت تعمل كطبيبة أشعة داخل المستشفى التي أنقذت حياتها.

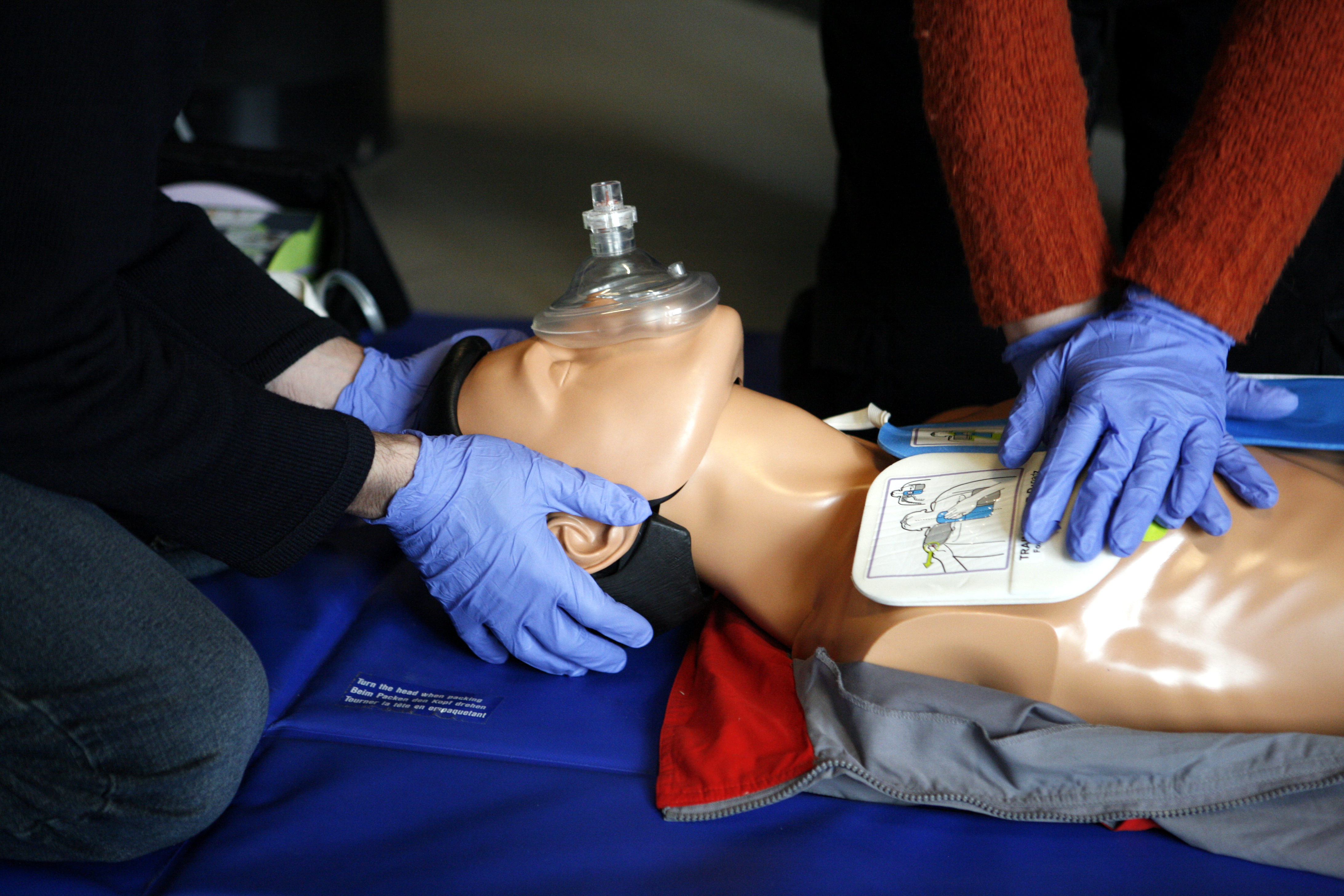
جهاز التنفس الصناعى ممثل على ماكيت للتدريب. قال جلبرت أن نشاط الجهاز لعب دورا هاما في إنقاذ صحايا الهبوط العرضي لدرجة حرارة الجسم المصحوب بتوقف الدورة الدموية.

وطبقا لوكالة بى بى سى للأخبار، وفاة معظم المرضى ممن يعانوا انخفاض حاد لدرجة حرارة الجسم، حتى عندما يستطيع الأطباء إعادة الحياة للقلب. ويصل معدل النجاة بين البالغين ما بين 10% -33% ممن تنخفض درجة حرارة أجسامهم لأقل من 28 درجة مئوية (82 فهرنهيت). قبل حادث باجينهولم، كانت أقل درجة حرارة جسم ناج 14.4 درجة مئوية (57.9 فهرنهيت)، وكانت لدى طفلة. الدموية باحتمالية الإحياء والأمل في المعافاة التامة. وتكمن عوامل النجاح لمثل هذه المجهودات الهامشية للإحياء في الإجراءات السريعة المبكرة للتنفس الصناعى القوى والتحذير المبكر لنظام الطوارئ والإرسال المبكر والكافي من وحدات الإنقاذ (على الأرض والإسعاف الجوى) والتنسيق الجيد بين الوحدات الخارجية وداخل المستشفى وإعادة التدفئة الاستفزازية، بجانب الإيمان بعدم اليأس". وقال جيت كاورد الممارس العام التيوانى من وايلز أن الأشخاص ضحايا الانخفاض الحاد لدرجة حرارة أجسامهم غالبا ما يعتقد بالخطأ وفاتهم لإنه من الصعب الكشف عن النبض. وقال هذه الحالة " حقا تعيدنا للحقيقة في مدى المحاولات التي يجب أن يقوم بها كل واحد منا قبل الجزم بوفاة الأشخاص المصابون بالبرودة".
بعد الحادث، أصبحت باجينهولم حديث الكتب العلمية والطبية، وناقشت ثا لانسرت الجريدة الطبية البريطانية الرائدة حالتها.و ضم كتاب رفقاء جابتا القصة، خداع الموت: الأطباء والمعجزات الطبية منقذوا الحياة رغم كل الصعاب. وفي 30 أكتوبر 2009، ظهرت باجينهولم مع جلبرت معا في البرنامج الحوارى السويدى الشهير سكافلن مع المذيع فريدريك سكافلن.

## جاكى هادسن
جاكلين مارى «جاكى» هادسن (19 نوفمبر 1934- 3 أغسطس 2011) عضو في النظام الدينى الكاثوليكى المستجدى "OP ". فهي راهبة دومينيكية أمريكية، وناشطة مناهضة للأسلحة النووية. وعملت على مدار 29 عاما الأولى من سنوات حياتها العملية كمعلمة موسيقى. وكرست حياتها كناشطة مناهضة للحرب بعد إحالتها على المعاش من التعليم، خلال الفترة التي أدى نشاطها لإلقاء القبض عليها عدة مرات. وتوفيت هادسن في عام 2011 عن عمر ناهز 76 عاما، بعد تدهور حالتها الصحية بالسجن لإصابتها بالميولوما المتعددة.

## بداية حياتها، والتعليم، والمهنة
ولدت هادسن في مدينة ساغيناو بولاية ميشيغان. وكانت أصغر اخواتها الإثنين. درس والدها بمعهد لاهوتى لفترة، وكان والداها متدينيين للغاية. فنشأت هادسن على طائفة الروم الكاثوليك، والتحقت بالمدارس الكاثوليكية لإكمال تعليمها. وقررت الانضمام للرهبان الدومينيكيين بغراند رابدز عام 1952، عندما بلغت 18 عاما.
و جاء التصريح لهادسن بالالتحاق بكلية فاندركوك للموسيقى المعنية بالتعليم الدينى بجانب الموسيقى بعد تشكيلها الأولى كعضوة بجماعتها الدينية. وأدى هذا إلى ثلاثة عقود من المهنية الطويلة كمعلمة للموسيقى بسلسلة من صغار المدارس الثانوية الكاثوليكية الرومانية في ماتشيجان؛ حيث كانت تدرس البيانو والفرقة والموسيقى الصوتية. وخلال هذه الفترة، غنت مع مجموعة موسيقية مكونة من راهبات دومينيكيين، والمعروفة باسم الميلوديز.

## النضال
بدأت هادسن في دراسة تأثيرات القنبلة النووية والإشعاع على البيئة والناس، بعد إحالتها على المعاش في مطلع علم 1980. وبسبب ما وجدت، ركزت مع قساوستها على السلام والاحتجاج على الانتشار النووى. واحتجت في عام 1983 على تقديم قذائف بحرية نووية لماتشيجان. وفي عام 1990، ألقى القبض عليها وقضت بالسجن 6 أشهر بسبب الوصول بشكل غير قانونى لمخبأ بقاعدة ورتسميث للدفاع الجوى، والرسم على جانب من الجدران «يحيا المسيح، ضد السلاح». كان لدى هادسن ايمان قوى بأنها تقوم بالشئ الصحيح وتعيش بإيمانها في الحياة، وقالت أن «} المسيح{ صنع الحياة قبل القانون». وفي هذا السياق، كانت تقوم بتقرير من قبل جماعتها بأن للأعضاء الحرية في اتخاذ وقفات اجتماعية عن ما يدور بداخل أعماقهم كأفراد من دون تمثيل الراهبات.
انتقلت هادسن لمدينة بريميرتون بولاية واشنطن في عام 1993؛ حيث انضمت لمجتمع سلام للمشاركة في قضايا العدالة الاجتماعية. وحصلت على شهادة كسائق تجارى وحصلت على وظيفة سائق حافلة بالمدينة من أجل جلب دخل تستطيع من خلاله دعم نفسها وتلبية الالتزامات المالية تجاه الراهبات.
في عام 2000، قامت هادسن واثنان من الراهبات كارول جيلبرت "O.P" وأردث بلات "O.P" بدخول قاعدة بيترسن للدفاع الجوى دون تصريح، ورش دم على طائرة حربية. وألقى القبض على الثلاث مع حبسهم. وانتقلوا بعد ذلك للسجن الفيدرالى حتى اسقطت عنهم التهم بسبب عدم وجود أية اتلافات بالطائرة. وأوضحت جلبرت أن القاعدة جزء من نظام الدفاع «حروب النجم» ولم ترد الحكومة لفت أنظار غير هامة للمنطقة. وفي عام 2002، استطعن مجموعة الراهبات من الدخول لمنصات صواريخ مينوتمن الثالث في كولورادو. فتنكرن في زى واقى أبيض مكتوب عليه «فريق المواطن لتفتيش السلاح»، وقمن بتصويب السلاح تجاه الصاروخ، ورسمن الصليب من دمائهم وصلين من أجل السلام. وارتدن الراهبات الزى الدينى الخاص بهن في إعادة محاكمتهن، وأثناء جلسة الاستماع تشاركن في احتجاج صامت عن طريق الاكتفاء بالإيماءة في الرد على القاضى. ومنح رئيس المحكمة روبرت أي بلأكبرن طلب استهلالى للنيابة أثناء المحاكمة بمنع الراهبات من النقاش في مشروعية أفعالهم في ظل القانون الدولى ودفاع نورمبرغ.ي وقضت المحكمة بالسجن على المجموعة ما بين 31 و 40 شهر لعرقلة الدفاع الوطنى وإتلاف ممتلكات حكومية. ورفضت الدائرة العاشرة لمحكمة الاسئتناف طعن الراهبات في عام 2005.
في عام 2010، دخلت هادسن و 13 آخرين بشكل غير قانونى على أسس مختبر أوك ريدج الوطني ]]]]. وحجزت بسجن جورجيا في انتظار الحكم عليها، إلا أن تم السماح لها بالبقاء بالمنزل في يونيو 2011 نتيجة التدهور الحاد في صحتها.

## الوفاة والإرث
توفيت هادسن في 3 أغسطس 2011، عن عمر يناهز 76 بمركز هارسون الطبى القريب من منزلها بمدينة بولسبو بولاية واشنطن. كانت تعانى من التهاب رئوى، ولكن الوفاة كانت بسبب الميولوما المتعددة. وكانت عضو في النظام الدومينيكى على مدار 58 عاما حتى وفاتها. وفي نوفمبر 2011، قامت دورلى رانى المناضلة بحركة اوكيباى سياتل بتشييد شخصية هادسن مصدرا للإلهام لها «استمرت في القتال في المعركة الإنسانية، حتى في أعوام الشتاء من حياتها».

## روابط خارجية
- آنا باجينهولم على موقع IMDb (الإنجليزية)